# Raggadu
Raggadu is een van de onbewoonde eilanden van het Vaavu-atol behorende tot de Maldiven.